# أسلوب الكتابة باللغة الإنجليزية
أُسلوب الكِتابة باللُغة الإنجليزيَة هو مَزيج من المَيزات المَوجودة في تَكوين اللُغة الإنجليزيَة الذِي أصبحَ سِمة مُميزة لِكاتب مُعين، أو نَوع أدبِى، أو مُنظمة مُعينة، أو مِهنة عَلى نِطاق أوسَع (على سَبيل المِثال، الكِتابة القَانونية).
قَد يكوْن أُسلوب كِتابة الفَرد مُميزًا لِموضوعَات مُعينة، والخُصوصيات الشَّخصية للصِّياغة أو اللَّهجة؛ يُمكن تَعريف مَجموعات هذه الأَنماط التّي يُمكن التَّعرف علَيها بِشكلٍ مجازيٍ على أنَّها "صوتُ" الكاتِب.
قد تَطلب المُنظمات التي تُوظف كتاباً أو تُكلف أفراداً بعملٍ كتابيٍ بأن يَتوافق الكِتاب مَع "نمَط المنزِل" الذي تُحدده المُنظمة. يُتيحُ هذا التَّطابق إمكانيَّة قِراءة أكثَر اتِّساقاً للأعمَال المُركبة التي يُنتجها العَديد مِن المُؤلفين ويُعزز إمكانيَّة استِخدام المَراجع إلى أعمَال مُقتبسة أخرَى على سَبيل المِثال.
في العَديد من أَنواع الكِتابة الاحتِرافيَّة التي تَهدف إلى النَّقل الفعَّال للمعلُومات، فإنَّ الالتزَام بِأسلوب مُوحّد يُمكن أن يُسهل فَهم القُراء الذين اعتادُوا عليهِ بالفِعل. تم تَوثيق العَديد مِن هذه الأَنماط المُوحدة فِي أدِلة الَأنماط.

## الأَنماطُ الشَّخصيَة
كُل كِتابة لهَا أسلُوب مَا، حتَّى لَو لَم يكُن المُؤلف يُفكر فِي أسلُوب شَخصي. مِن المُهم أن نَفهم أنَّ الأسلُوب يعكِس المَعنى. على سبيلِ المثالِ، إذَا أرادَ الكاتِب التَّعبير عَن شُعور بِالنشوة، فقَد يكتُب بأسلُوب يَفيض بالمُعدلات التّعبيريَة. يَستخدم بعضُ الكُتاب أسَاليب مُحددة لِلغاية، عَلى سَبيل المِثال في السَّعي لِتحقيق تَأثير فنّي. يُجسد الشَّاعر كَسر القواعِد الأُسلوبية. ومِن الأمثِلة علَى ذلك إي إي كامينغز، الذي تتَكون كتابتَهُ بشكلٍ أساسيٍ من أحرُف صغيرة فقَط، وغالباً ما يَستخدم الطِّباعة غيْر التّقليديّة، والمسافات، وعلامَات الترقيم. حتَّى في الكِتابة غيْر الفنيَّة، كل شَخص يكتب لهُ أسلُوبه الشّخصِي.

## الأسَاليب الخَاصّة
تُحدّد العَديد مِن المَنشورَات الكَبيِرة أسلُوب المَنزِل الذي سَيتِم استخدامَه في جَميع أنحاءِ النَّشر، وهِي مُمارسَة تكادُ تكونُ عالمِية بينَ الصُحف والمَجلاّت المَعروفة. يُمكن أن تُغطي هذهِ الأسالِيب وَسائِل التّعبير وتَراكيب الجُملة، مِثل تِلك التي اعتَمدها الزمن. وقَد تتَضمن أيضاً مَيزات خاصَّة بالمَنشور؛ المُمارسَة المُتبعة في مجلة الإيكونوميست، عَلى سبيلِ المثالَ، هي أنَّ المَقالات نادراً ما تُنسب إلى مُؤلف فَردي. كَما تمّ وَصف الخَصائِص العَامّة لفئَات مُختلفَة منَ الكِتابَة، كمَا هوَ الحَال فِي الصحافة، أو استِخدام وحدات النظام الدولي (SI)، أو بناء الاستبيانات..

## الأَساليبُ الأكادِيمية
يتِم تَشجيع طُلاب الجَامِعات، وخَاصّة طُلاب الدِّراسات العُليا، علَى كِتابة الأورَاق البَحثيّة بأسلُوب مُعتمد. تَعمل هذهِ المُمارسَة عَلى تَعزيزِ سُهولة القِراءة وَتضمنُ ملاحَظة الإشَارات إلى الأَعمالِ المُستشهد بِها بطَريقة مُوحدَة. عَادة، يتِم تَشجيع الطُلاب عَلى استِخدام الأُسلوب الذِّي تتَبناهُ عادةً المَجلات التِي تنشُر مقَالات فِي مجَال الدراسة. تتَضمن قَائِمة أدِلة وأدِلة الأُسلوب، مِن مَكتبات جامعة ممفيس، ثَلاثينَ دليلاً للأسلُوب الأكاديمِي قَيد الطَبع حالياً، واثنَي عشَر دَليلًا مُتاحاً عبرَ الإنترنِت. يُعد الاستِشهَاد بَالأعمال المَرجعيّة عُنصرًا أسَاسياً فِي الأُسلُوب الأَكاديمِي.
قَد تَختلِف أحيَاناً مُتطلبَات كِتابة المَقالات والاستِشهَاد بِها التي يَتم الوُصول إليهَا عبرَ الإنتَرنِت عَن مُتطلبَات كِتابَة الأعمَال المَطبوعَة والاستِشهَاد بِها تمَّت تغطِية بَعض التَّفاصِيل في دليل كولومبيا لِلأسلُوب عبرَ الإنتَرنت.

## ملحوظات
1. ↑  Russell، David R. (1997). "Rethinking Genre in School and Society: An Activity Theory Analysis". Written Communication. ج. 14 ع. 4: 504–54. DOI:10.1177/0741088397014004004. S2CID:145803137.
2. ↑  "نظام الوحدات الدولي". ويكيبيديا. 19 يوليو 2023.
3. ↑  "Style Manuals & Guides". University of Memphis Libraries. مؤرشف من الأصل في 2008-07-02. اطلع عليه بتاريخ 2008-06-22.
4. ↑  "Research help". جامعة برانديز. 4 مارس 2008. مؤرشف من الأصل في 2023-03-07. اطلع عليه بتاريخ 2008-06-22.
5. ↑  Walker، Janice R؛ Taylor, Todd (سبتمبر 2006). The Columbia Guide to Online Style: Second Edition. دار نشر جامعة كولومبيا. ISBN:978-0-231-13210-7. مؤرشف من الأصل في 2023-03-21. اطلع عليه بتاريخ 2008-06-22. Updated and expanded, this guide now explains how to cite technologies such as Web logs and podcasts ... and features additional guidelines for producing online and print documents based on new standards of markup language and publication technologies.

## روابط خارجية
- أدلة وأدلة الكتابة في مكتبة الجامعة، جامعة ولاية كاليفورنيا، لوس أنجلوس

- دليل أسلوب قواعد اللغة الإنجليزية بقلم جنيفر فروست
- قالب:انجليزية